# Joyce Banda
Pour les articles homonymes, voir Banda.
Joyce Banda, née le 12 avril 1950, est une femme politique malawite. Vice-présidente de la République à partir du 22 mai 2009, elle devient présidente de la République le 7 avril 2012 en succédant à Bingu wa Mutharika, décédé la veille. Elle est la première femme à occuper ces deux postes dans son pays.

## Biographie
Fondatrice et directrice exécutive de l'Association nationale des femmes d'affaires du Malawi, elle est lauréate avec le président du Mozambique, Joaquim Chissano, du prix Leadership Afrique en 1997.
De 2004 à juin 2006, elle est ministre des Femmes et de l'Enfance, puis ministre des Affaires étrangères du 1er juin 2006 au 22 mai 2009, date à laquelle elle devient vice-présidente de la République, au côté du président Bingu wa Mutharika.
Conformément à la Constitution, le vice-président prend la succession au cas où le président serait empêché ou décédé. Ainsi, après la mort du président Mutharika, 
Joyce Banda est officiellement investie présidente du Malawi le 7 avril 2012.
Ses premières décisions politiques la démarquent de son prédécesseur. Elle s'efforce de restaurer les bonnes relations du Malawi avec les pays développés, notamment en invalidant la dévaluation du kwacha afin que l'aide internationale reprenne pleinement ; elle avait été diminuée en raison de la mauvaise gestion économique reprochée à Mutharika. En outre, Banda a promis la fin de la pénalisation des actes homosexuels, des dirigeants occidentaux en ayant également fait une condition de la reprise de l'aide au développement. Enfin, elle indique qu'elle ne souhaite pas que le président soudanais Omar el-Bechir assiste à un sommet de l'Union africaine au Malawi en juillet 2012 ; elle précise qu'elle ne veut pas s'attirer de sanctions économiques des pays donateurs, Bechir étant sujet à un mandat d'arrêt de la Cour pénale internationale.
Le 24 mai 2014, elle annule l'élection présidentielle qui s'est tenue le 20 mai, et à laquelle elle était candidate contre Peter Mutharika. Invoquant des irrégularités dont son adversaire serait responsable, il est également avancé que les premiers résultats sortis des urnes la donneraient largement distancée. Si la Constitution lui permet d'user de ce pouvoir, elle a l'obligation d'organiser un nouveau scrutin dans les 90 jours. Le 31 mai, elle accepte sa défaite. Elle quitte son pays pour l'Afrique du Sud, accusée, malgré l'absence de preuves, par le président, Peter Mutharika, élu en 2014, et son parti, le Parti démocrate-progressiste (DPP), d'être impliquée  dans le scandale du cashgate. Quatre ans plus tard, elle est de retour au Malawi. Elle envisage de se présenter à l'élection présidentielle de 2019, mais finalement renonce. Elle soutient alors l'opposant Lazarus Chakwera, qu'elle soutient de nouveau lors de l'élection présidentielle malawite de 2020.

## Lutte pour les droits des femmes
Lors de son séjour à Nairobi, elle participe activement au mouvement des femmes. The Guardian la présente comme « une championne de l'émancipation des femmes ». Elle fonde plusieurs organisations, dont un réseau de microfinancement destiné à des milliers de femmes dans les zones rurales,.